# Riedel Diegel

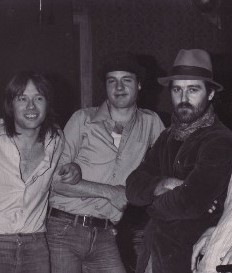
Riedel Diegel (Mitte) als Mitglied der Band Schwoißfuaß um 1980; links: André Schnisa, rechts: Alex Köberlein.

Riedel Diegel (* 1957 in Gönningen als Rudolf Diegel) ist ein deutscher Mundharmonikaspieler.
Riedel Diegel lernte als Kind zunächst sieben Jahre lang klassische Geige. Er entschied sich aber schon als Teenager auf die Mundharmonika umzusteigen, da ihm – so die eigenen Worte – die „Bluesharpklänge in ihrer polarisierenden Mischung aus filigranem Klang und 'dreckigem' Spiel“ viel besser gefielen.
Mit 16 Jahren stieg er als Mundharmonikaspieler beziehungsweise Keyboarder bei den Reutlinger Rockbands Gartenweg Blues Band und Grachmaschine ein. 1979 war er Gründungsmitglied der Schwobarockgruppe Schwoißfuaß, deren Sound er durch sein Mundharmonikaspiel entscheidend mitprägte. Nach der Auflösung von Schwoißfuaß 1986 spielte er als Gastmusiker unter anderem bei Reinhard Mey, Ute Freudenberg, L.S.E., Black Cat Bone und Grachmusikoff, der Schwesterband von Schwoißfuaß. Beim World Harmonica Festival in Trossingen erspielte er sich 1989 den Titel Weltmeister an der Bluesmundharmonika.
Heute lebt und arbeitet Riedel Diegel in Köln und ist in der Band Blues Delivery aktiv.